# Arif
Arif (arabisk: عارف) er et drengenavn af arabisk oprindelse, som er meget almindeligt i forskellige muslimske lande såsom Iran, Afghanistan, Bangladesh, Bosnien-Hercegovina, Indonesien, Malaysia, Pakistan og Tyrkiet og betyder "den vidende", "den erfarne". Navnet forekommer også i Aserbajdsjan og på Balkan samt som efternavn. Den kvindelige form af navnet er Arife.

## Kendte personer med navnet

### Som fornavn
- Arif Abd ar-Razzaq (1921-2007), irakisk general og politiker.
- Arif Demolli (1949-2017), kosovo-albanisk forfatter og journalist.
- Arif Erdem (født 1972), tyrkisk fodboldspiller.
- Arif Güney (født 1953), tyrkisk fodboldspiller og -træner.
- Arif Erkin Güzelbeyoğlu (født 1935), tyrkisk arkitekt, musiker og skuespiller.
- Arif Kocabıyık (født 1958), tyrkisk fodboldspiller.
- Arif Kuşdoğan (født 1956), tyrkisk fodboldspiller.
- Arif Mardin (1932-2006), amerikansk musikproducer af tyrkisk herkomst.
- Arif Dschangirowitsch Melikow (født 1933), aserbajdsjansk komponist.
- Arif Mirsojew (født 1944), aserbajdsjansk komponist, organist og pianist.
- Arif Morkaya (født 1989), tyrkisk fodboldspiller.
- Arif Peçenek (1959-2013), tyrkisk fodboldspiller og -træner.
- Arif Sağ (født 1945), tyrkisk sanger og politiker.
- Arif Taifur (født 1945), kurdisk-irakisk politiker.
- Arif Ünal (født 1953), tysk politiker af tyrkisk herkomst.

### Som efternavn
- Abd ar-Rahman Arif (1916-2007), præsident af Irak 1966-68.
- Abd as-Salam Arif (1921-1966), præsident af Irak 1963-66.
- Ahmed Arif (1927-1991), tyrkisk digter af kurdisk herkomst.
- Hacı Arif Bey (1831-1885), osmanisk komponist.
- Hussain Arif (født 1968), pakistansk letatlet.
- Kader Arif (født 1959), fransk politiker.
- Mohamed Arif (født 1985), maledivisk fodboldspiller.
- Mohammed Usman Arif (1923-1995), indisk politiker.
- Ozan Arif (1949-2019), tyrkisk producer og sanger.
- Samsul Arif (født 1985), indonesisk fodboldspiller.
- Syed Mohammed Arif (født 1944), indisk badmintonspiller og -træner.
- Zainal Arif (født 1981), indonesisk fodboldspiller.